# ملخطاوي (مقاطعة إسلام آباد غرب)
ملخطاوي (بالفارسية: ملخطاوی) هي قرية تقع في قسم شيان الريفي (مقاطعة إسلام آباد غرب) في إيران. يقدر عدد سكانها بـ 336 نسمة بحسب إحصاء 2016.